# Habsburg–Lotaringiai Hermina Amália főapátnő
Habsburg–Lotaringiai Hermina (teljes nevén ismert még mint Ausztriai Hermina főhercegnő, teljes nevén Hermina Amália Mária, németül: Erzherzogin Hermine von Österreich, csehül: Hermína Habsbursko-Lotrinská; Buda, Osztrák Császárság, 1817. szeptember 14. – Bécs, Osztrák Császárság, 1842. február 13.), a Habsburg–Lotaringiai-házból származó származó osztrák főhercegnő, József Antal főherceg és Hermina anhalti hercegnő leánya, István főherceg ikerhúga, 1839-től a prágai Theresianum egyházi hölgyalapítvány főapátnője.

## Élete

### Származása
Hermina Amália főhercegnő édesapja József nádor, azaz József Antal János osztrák főherceg (1776–1847) volt, II. Lipót német-római császár (1747–1792) és Mária Ludovika spanyol infánsnő (1745–1792) kilencedik gyermeke, aki 1796-tól haláláig a Magyar Királyság nádori méltóságát viselte.
Édesanyja Hermina anhalti hercegnő (Hermine von Anhalt-Bernburg-Schaumburg-Hoym, 1797–1817) volt, József nádor második felesége. Házasságukból két ikergyermek született:
- Hermina Amália Mária főhercegnő (1817–1842), aki egy prágai apácakolostor főapátnője lett.
- István Ferenc Viktor főherceg (1817–1867), aki István nádor néven 1847-től 1848. szeptember 24-éig Magyarország utolsó nádora lett.

Apjának első felesége, Alexandra Pavlovna orosz nagyhercegnő (1783–1801) első gyermekük szülése során meghalt. 14 évi özvegység után József nádor 1815-ben vette feleségül Hermina főhercegnét, akire azonban szintén az első feleség tragikus sorsa várt: 1817. szeptember 14-én Budán két ikergyermekének születése után a 19 éves főhercegné gyermekágyi lázban elhunyt. A félárván maradt ikreket József nádor harmadik felesége, Mária Dorottya württembergi hercegnő (1797–1855) saját gyermekeivel együtt gondozta és nevelte.
Hermina Amália főhercegnő fiatalabb féltestvérei, akik apjának harmadik, Mária Dorottya württembergi hercegnővel (1797–1855) kötött házasságából születtek:
- Erzsébet Karolina főhercegnő (*/† 1820, egy hónapig élt).
- Sándor Lipót Ferdinánd főherceg (1825–1837, 12 évesen meghalt).
- Erzsébet Franciska Mária főhercegnő (1831–1903), akinek első férje Habsburg–Estei Ferdinánd Károly Viktor főherceg (1821–1849), második férje  Habsburg–Tescheni Károly Ferdinánd főherceg lett.
- József Károly Lajos főherceg (1833–1905), császári-királyi lovassági tábornok, 1869-től a Magyar Királyi Honvédség főparancsnoka.
- Mária Henrietta főhercegnő (1836–1902), belga királyné, II. Lipót belga király felesége.

Édesapja, József nádor 51 éven keresztül viselte a nádori hivatalt, a birodalmi politika szellemét megfontolt megegyezéseken keresztül érvényesítette.

### Rövid élete
A korabeli újságok szerint szép volt, kedves és szerény. Valójában vézna, törékeny termetű, betegségekre hajlamos nő volt. Már gyermekkorában látható volt azonban, hogy hátgerince erősen meggörbült. A kortárs orvosok ezt gümőkóros fertőzés hatásának tulajdonították. Testi fogyatékossága miatt valószínűleg sokat szenvedett. Mellkasának deformáltsága tüdőbetegségekre hajlamosította.
Legidősebb – és egészen 1831-ig egyetlen élő – leányként apjának legkedvesebb gyermeke volt. József nádor őt is megtaníttatta magyarul, Hermina Amália több beszédet is elmondott ezen a nyelven, a magyar nyelv kiművelésének hasznáról. „Atyja bálványozásig imádta leányát, aki napsugaras kedélyével, viruló szépségével és jóságos lelkével körülrajongott, dédelgetett kedvence lett Pest-Budának,” írta később Lestyán Sándor író (1896–1956).
17 éves korában 1834-ben csillagkeresztes hölgy lett. Igen sokat jótékonykodott, támogatta a betegápolással és a szegény családok segélyezésével foglalkozó intézményeket. Mivel nem mehetett férjhez, valamely egyházi intézmény vezetése jelenthetett számára megbízható jövedelmet, a császári (királyi) család számos korábbi, magára maradt nőtagjához hasonlóan. Röviddel 22. születésnapja után, 1839. szeptember 16-án kinevezték a prágai Theresianum leánynevelő egyházi alapítvány főapátnőjévé, állását 1840-ben foglalta el. Tisztségét két éven át, 1842 februárjában Bécsben bekövetkezett haláláig viselte.

### Halála, temetése
Hirtelen halálának híre megdöbbentette a kívülállókat. Február 19-én a Pesti Hírlap, a Regélő Pesti Divatlap és a Regélő Tárcája csak a bécsi újságokból nyert értesülések alapján írt meg néhány körülményt, részletesebb híradást a többi magyarországi lap sem közölhetett. „Gyászhírrel nyitjuk meg mai póstánkat, egy érzékeny csapás jelentésével, melly szeretve tisztelt Hermine főherczegnő, István főherczegünk ikertestvére, Budáról Bécsbe rándulván, ott kevésnapi betegség után, vasárnapon, f. h. 13-kán élete virágában (24 éves korában) halál áldozatja lőn; korahalálát nemcsak már sok hasonló csapást szenvedett fenséges atyja, királyi családja, s az egész cs. kir. uralkodó ház, de minden jobb érzésűek gyászolják, s gyászol benn különösen fővárosunk egy elsőrendű hölgycsillagot, ki rövid életében a jótékonyság s magasztos emberszeretet angyalaként tűnt fel közöttünk.” Ugyanezen a napon a Regélő Pesti Divatlap gyászverset közölt T. aláírással, valószínűleg a főhercegnővel egyidős Tompa Mihály tollából.
Testét a nádor Budára szállította. Február 16-án udvari gyászt rendeltek el, e napon az elhunytat a cs.-kir. udvari vártemplomban ravatalra helyezték, ahol bárki leróhatta tiszteletét. Este átszállították a királyi palotába, ahol a Zsigmond-kápolnában ravatozták fel. A koporsót 1842. február 21-én helyezték el a  Budavári Királyi Palota 1838-ban megnyitott nádori kriptájában (amit ekkor még csak főhercegi családi kriptának neveztek), és ünnepélyes egyházi szertartás keretében anyja, Hermina anhalti hercegnő közelében helyezték örök nyugalomra. A temetésről mindössze egy rézmetszet maradt ránk, amely azt a jelenetet örökíti meg, amikor a kiválasztott nemes ifjak és budai polgárok a vállukra emelt koporsóval belépnek a királyi palota udvaráról a nádori kriptába. Pest és Buda lakossága a Duna jegén át közlekedve követte az eseményeket annak ellenére, hogy a megenyhült időjárás már meglazította a jégpáncélt. Az udvari gyász hat hétig tartott, ezen belül március 1-jéig mély gyászt, majd március 29-éig az ún. kisebb gyász viselését írták elő a családtagok és az udvar tagjai számára. Öt évvel később, 1847. január 18-án ugyanide temették elhunyt édesapját, József nádort is, akit Hermina Amália ikerfivére, István főherceg követett Magyarország nádorának (egyben Pest vármegye főispánjának) méltóságában is.

### Sírhelyének későbbi sorsa
Az 1970-es években, amikor az 1945 óta romos állapotú budai királyi palota felújítása elkezdődött, a nádori kriptát a sírokkal együtt ismeretlen (?) személyek több alkalommal, rendszeresen visszajárva, módszeresen megrongálták és kifosztották, nyilvánvalóan az őrszemélyzet tudtával és közreműködésével. Hermina Amália hercegnő koporsóját is felfeszítették, tetemét kirángatták, a koporsóban lelt értékeket elvitték. Az 1977-ben megkezdődött helyreállításba antropológus szakértőket is bevontak. Az orvostani vizsgálatok és röntgenfelvételek kimutatták a főhercegnő súlyos hátgerincgörbületét (Kyphosis juvenilis major gradus). Halálának valószínű okaként tífuszt valószínűsítettek, amelyet a mellkas deformációja súlyosbíthatott. A helyreállított nádori kripta ma régi állapotában látogatható.

## Emléke: a pesti Hermina-kápolna

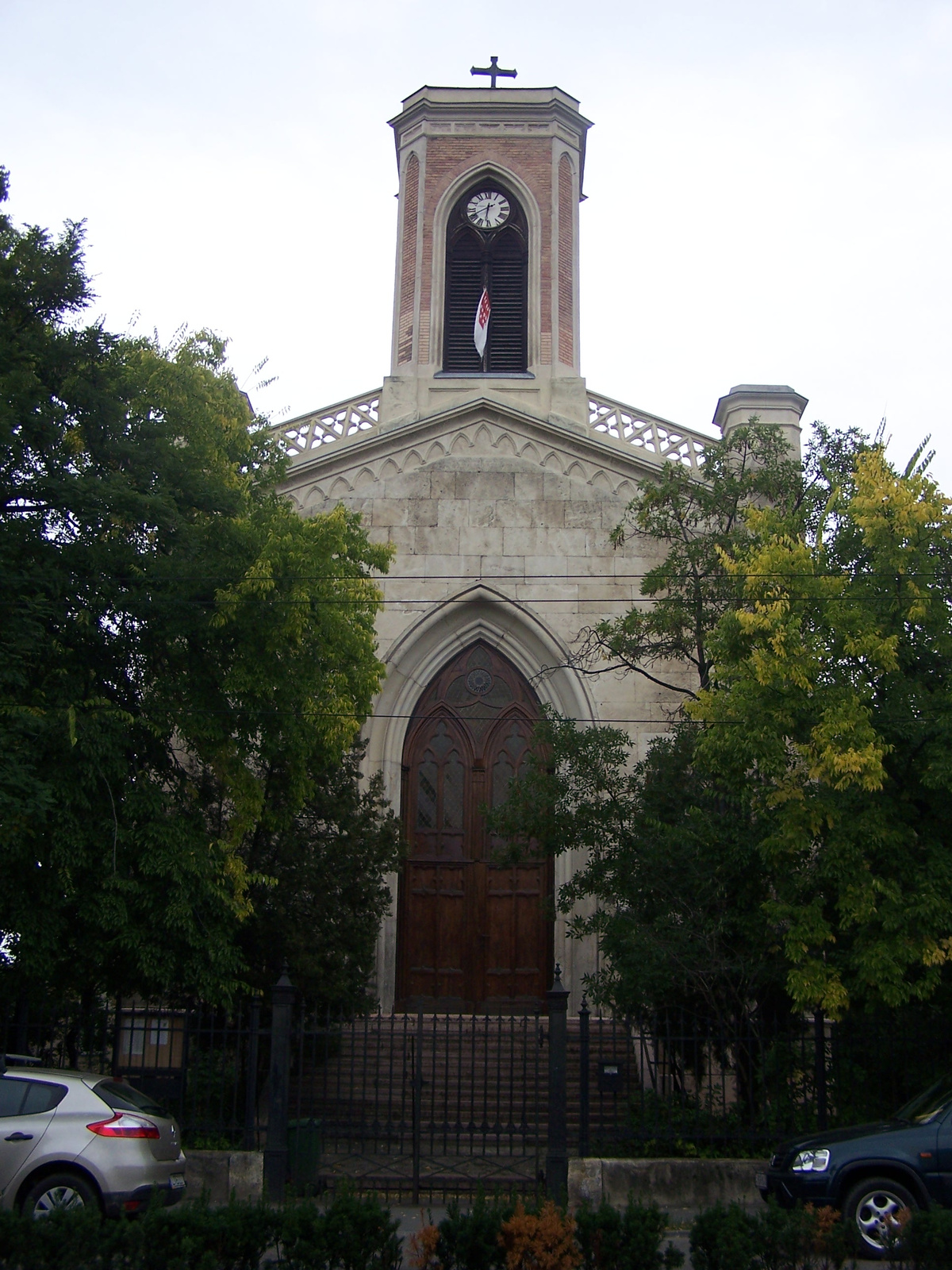
Hermina-kápolna

Zuglóban, a Városliget keleti részén, a volt Közlekedési Múzeummal szemben, a Hermina út 23. szám alatt található Hermina-kápolnát, hazánk egyik legrégibb neogótikus stílusú épületét Pest városa Hermina Amália Mária főhercegnő emlékére emeltette. Az akkori Városerdő melletti telket a főhercegnő halála után Heinrich János Mátyás adományozta a városnak, hogy arra az 1838-as pesti árvíz után nagy népszerűségre szert tett József nádor fiatalon elhunyt leányának méltó emléket állítsanak. A kápolna alapkövét 1842. október 10-én rakták le. Terveit Hild József, az esztergomi bazilika építésze készítette, az építkezés az ő vezetésével kezdődött el 1843-ban. Az 1848–49-es forradalom és szabadságharc eseményei hátráltatták a munkát, amely csak 1854-ben fejeződött be. 1856. szeptember 8-án szentelte fel Scitovszky János esztergomi érsek. Liszt Ferenc saját férfikari miséjét vezényelte ekkor. Liszt később is gyakran orgonált itt, pesti tartózkodásai során.
A Hermina-kápolna Zugló legrégebben álló épülete. Az épület érdekessége, hogy nem a királyi család, hanem a pesti polgárság támogatásával született. Felszentelése utáni évtizedekben körülötte új városrész alakult, amelyet a kápolna névadójáról Herminamezőnek neveztek. 1919 húsvét hétfőjén Csernoch János hercegprímás új egyházközséget alapított a kápolna körül, ettől kezdve Herminamezői Szentlélek Plébániatemplom lett a neve. 2004. szeptember 10-én Erdő Péter bíboros, Esztergom-Budapesti érsek átadta a kápolnát a Jeruzsálemi Szent Sír Lovagrend Magyarországi Helytartóságának. A helyi lakosok azóta a „lovagok templomaként” emlegetik.

## Külső hivatkozások
- Ki volt a fiatalon elhunyt hercegnő, akiről a Hermina utat elnevezték?
- Családi adatai (The Peerage).
- Arcképe a Hille Galéria honlapján.
- Wikisource:BLKÖ (Biographisches Lexikon des Kaiserthums Oesterreich).
- Hankó Ildikó – Kiszely István: A nádori kripta története (Magyar Elektronikus Könyvtár)
- Hankó Ildikó – Kiszely István: A budavári nádori kripta 1977-es kárfelmérésének képei.
- A Hermina műemlék-kápolna története
- Vizler Imre: Zugló–Herminamező. Római katolikus Hermina kápolna (Budapest). A szerző fényképeivel.
- A Herminamezői Szentlélek Plébániatemplom.
- Tóth Sándor: A „kistestvér” jubileuma (Új Ember, 2006. szept. 17.)